# Guarulhos
Guarulhos är en stad och kommun i Brasilien och ligger i delstaten São Paulo. Staden ingår i São Paulos storstadsområde och hade år 2014 cirka 1,3 miljoner invånare, vilket gör den till en av världens folkrikaste förorter. Inom kommunen ligger São Paulo-Guarulhos Internationella flygplats. Guarulhos grundades den 8 december 1560 och blev en egen kommun 1880.

## Administrativ indelning
Kommunen var år 2010 indelad i två distrikt:
- Guarulhos
- Jardim Presidente Dutra